# Теория приобретённых прав
Теория приобретенных прав (англ. vested rights theory, doctrine of acquired rights) в международном частном праве — один из доктринальных подходов, объясняющих природу и причины применения иностранного права.

## История возникновения и развития

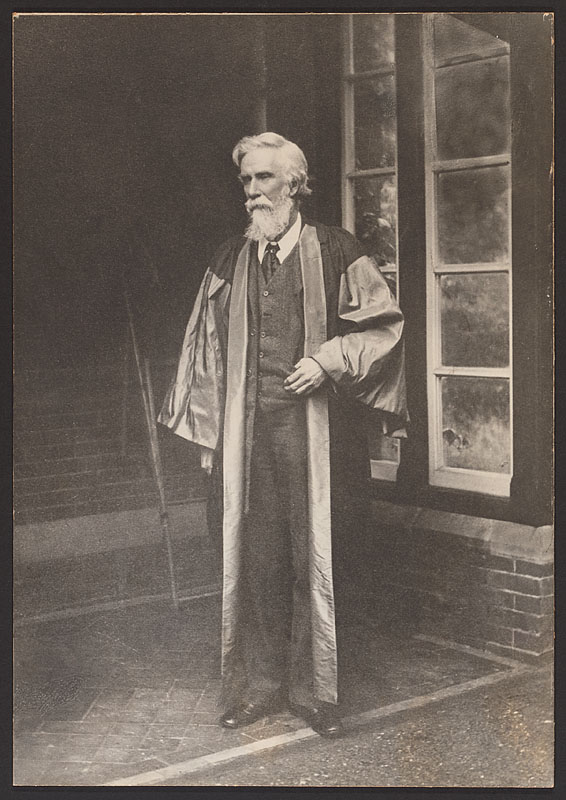
Альберт Дайси — один из главных представителей теории приобретенных прав

Истоки теории приобретенных прав можно найти в трудах голландского юриста XVII века Ульрика Губера. Третья из аксиом, сформулированных им в трактате Praelectiones Juris Romani et Hodierni, гласила, что суверен одного государства может в силу международной вежливости признавать права, приобретенные в соответствии с законодательством другого государства, тем самым отступая от принципа строгой территориальности законов. В обоснование данной максимы Губер приводил следующий довод: несмотря на то, что законы одной страны, по общему правилу, не могут иметь юридической силы в другой, с точки зрения международного торгового оборота ситуация, при которой признаваемые законодательством одного государства права становятся недействительными в другом государстве, порождает еще большие неудобства. Поэтому, с точки зрения Губера, в целях нормального развития экономических отношений между нациями необходимо, чтобы благоприобретенные по законам места совершения сделки права признавались и в других странах. Как отмечает профессор Пьер Лалив, концепция Ульрика Губера оказала значительное влияние на теорию приобретенных прав в англосаксонской правовой науке, а равно и всю англосаксонскую доктрину коллизионного права. В частности, известно, что основоположник американской науки МЧП Джозеф Стори, автор фундаментальной работы «Комментарии к конфликтному праву», заимствовал многие юридико-технические приемы из теоретических построений Губера. Позднее данная теория была положена в основу учения об МЧП американского коллизиониста Джозефа Биля, выступившего составителем первого американского Свода конфликтного права. Отмечается также, что теория приобретенных прав оказала определенное влияние и на советскую доктрину МЧП. Так, правовед Л. А. Лунц увязывает признание действия и применение норм иностранного законодательства к частным правоотношениям с необходимостью охраны субъективных прав, возникающих под действием данного законодательства.

## Суть теории

### Англосаксонская доктрина
Теория приобретенных прав наиболее ёмко выражена в формуле, предложенной британским коллизионистом Альбертом Дайси: 
Любое право, которое было надлежащим образом приобретено на основании права любого цивилизованного государства, подлежит признанию и, по общему правилу, принудительному исполнению английскими судами, и никакое право, которое не было надлежащим образом приобретено, не подлежит признанию и, по общему правилу, не подлежит принудительному исполнению английскими судами.

Дайси утверждал, что, вопреки частому суждению о якобы применении английскими судами иностранного права, в действительности они никогда не применяют никакое иное право, кроме своего национального, и лишь признают субъективные права, дарованные участникам частноправовых отношений иностранным законодательством. Однако, по мнению Д. Макклина, приведенный постулат Дайси порождает неопределенность, ибо последний не уточняет критерии отнесения тех или иных государств к числу цивилизованных.

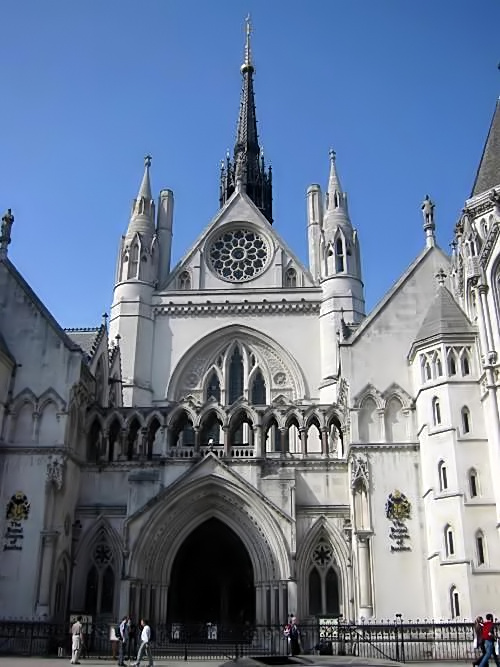
Английские суды некоторое время следовали теории приобретенных прав

Развивая формулу Дайси, Р. Д. Карсвелл отмечает, что понятие «право» (англ. right) в данном случае нужно понимать широко, как целый комплекс правоотношений, в которых участвует данное лицо, включающий права, привилегии, свободы, иммунитеты и пр. В этой связи он приводит следующий пример: гражданин А. покупает во Франции товары и привозит их в Англию. Гражданин B., заявляющий свои права на них, присваивает их себе. А. подает иск в английский суд. С точки зрения Карсвелла, английскому суду не позволено применять иностранное право, в том числе французское, однако в данном случае он сможет предоставить A. правовую защиту на том основании, что может признать именно право этого лица, приобретенное им во Франции по французскому праву, в данном случае правовой титул на спорный товар. Все прочие вопросы, как отмечает Карсвелл, будут решаться исключительно на основании английского права. Данная концепция нашла отражение в правовой позиции судьи Дж. Моэма по делу Askew [1930], в рамках которого рассматривался вопрос о статусе дочери гражданина, получившего развод в Германии и заново вступившего в брак по приезде в Англию. Суд постановил, что, поскольку статус законной дочери был приобретен в соответствии с законодательством Германии, его законность должна сохраняться и при рассмотрении дела в английском суде. Таким образом, сторонники доктрины vested rights ставят вопросы иностранного права в один ряд с вопросами факта; такая точка зрения высказана в фундаментальной работе доктора Чешира, а также в правовой позиции судьи Лорда Паркера по делу Dynamit Aktiengesellschaft v. Rio Tinto Co.

### Французская доктрина
Теория приобретенных прав сыграла немалую роль и во французской доктрине МЧП. Наиболее ярким ее приверженцем среди представителей континентальной правовой мысли принято считать Антуана Пилле. Признавая незыблемость государственного суверенитета и полное верховенство воли государства, выраженной в законах, на его территории, Пилле вместе с тем отмечал: «Справедливость требует, чтобы права, приобретенные в одном государстве, признавались и получали судебную защиту в другом государстве». Каждое государство, стало быть, должно уважать суверенитет другого государства, что выражается в признании юридической силы актов, совершающихся на территории другого государства, в соответствии с законодательством последнего. Однако Пилле далее отмечает, что этот принцип не является абсолютным и применяется только к частноправовым отношениям; фискальные, уголовные и «политические» законы действуют только в пределах территории государства, их издавшего. Сверх того, Пилле выделяет еще два исключения из этого правила: во-первых, ограничения, связанные с публичным порядком; во-вторых, ситуации, при которых право, приобретенное за рубежом, не имеет аналогов в национальном праве. Следует также учитывать, что акт признания прав, приобретенных по иностранному законодательству, не является гарантией постоянного признания таковых в будущем: подобные действия государства находятся в зависимости от соответствующих действий других государств (принцип взаимности).
Иное обоснование предлагает правовед Паскаль де Варей-Сомьер. Фактически, он ставит знак равенства между интерлокальными (межпространственными) и интертемпоральными (межвременными) коллизиями: любое перемещение субъекта права в пространстве, в том числе из одного правопорядка в другой, происходит также и во времени. Следовательно, разрешать коллизию следует исходя из принципа запрета обратной силы закона (лат. lex retro non agit); права, приобретенные индивидом или юридическим лицом в родной для него стране, должны регулироваться и защищаться именно по законодательству этой страны даже после перемещения в иную страну, так как правоотношение возникло до того, как данное лицо попало в сферу действия иностранных законов; в противном случае иностранный закон фактически приобретал бы обратную силу.

## Критика
Отмечается, что теория приобретенных прав первоначально возымела положительный эффект. В частности, она оказалась более состоятельной, чем теория международной вежливости, согласно которой применение иностранного права было скорее этической нормой, но никак не юридической обязанностью судов (а провинциальные суды и вовсе игнорировали иностранное право как таковое). Возникновение и распространение теории приобретенных прав значительно расширило практику применения иностранного права. Вместе с тем, в теоретических работах по коллизионному праву — как российских, так и зарубежных, — данная концепция подверглась жесткой критике.
Так, немецкий правовед К. Вехтер в работе от 1841—1842 гг. отмечал, что логическое рассмотрение данной концепции ведет к порочному кругу. Теория приобретенных прав требует определения, были ли права надлежаще приобретены лицом в другой стране, однако судья не может установить факт «надлежащего приобретения» без предварительного определения того, какая правовая система является применимой в данной ситуации — коллизионный вопрос, таким образом, данная концепция не решает. Помимо этого, К. Вехтер доказывал неубедительность тезиса об обязательности применения иностранного права в рамках теории приобретенных прав: признание того, что то или иное субъективное право следует считать возникшим в соответствии с нормами права определенного государства, может возлагать обязанность применения этого права лишь на судью из этого же государства, но никак не на иностранного судью.
О теоретической несостоятельности концепции приобретенных прав говорит также российский правовед А. В. Асосков, приводя следующий пример. Спор из договора разрешается в суде государства A., сам договор был заключен в стране B., по праву которой данный договор является действительным, и обязательства, в нем содержащиеся, подлежат принудительному исполнению. Однако личным законом для обеих сторон и местом исполнения обязательств служит правопорядок государства C., согласно праву которого данный договор будет недействителен. Поэтому совершенно не очевидно, что подлежит применению право страны B. (несмотря на то, что права по сделке были приобретены сторонами именно там).
Другой отечественный специалист, А. А. Рубанов, отмечает, что применение иностранного права и позитивное отношение к субъективным правам, дарованным иностранным законом, суть два разных вопроса, в то время как теория приобретенных прав их смешивает. Применяя иностранное право, государственный орган не проверяет, возникли ли у сторон какие-либо субъективные права на основании иностранного законодательства; напротив, он вполне самостоятельно определяет их таким образом (равно как и наличие обязанностей).

## Применение в иных отраслях права
По мнению П. Лалива, возможность применения доктрины приобретенных прав не ограничивается сферой МЧП. Вопрос о признании «приобретенных прав» может возникать и в рамках международного публичного права — например, при уступке (лат. cessio) одним государством части территории другому государству. В этом случае необходимо решить вопрос о том, может ли государство, приобретшее территорию, по своему усмотрению изменять или ограничивать те субъективные права, которые были приобретены жителями этой территории до момента уступки. Как отмечает П. Лалив, обычно эти вопросы детально регламентируются в соответствующих международных договорах касательно передачи территории, однако при отсутствии договора должны применяться нормы общего международного права. Исследователь приводит следующие примеры из практики: в деле United States v. Percheman, главный судья Маршалл признал законность правового титула на землю, приобретенного лицом во Флориде еще до того момента, как Флорида была уступлена Испанией Соединенным Штатам. Кроме того, в решении Постоянной палаты международного правосудия по делу об отдельных имущественных правах немцев в Верхней Силезии (Certain German Interests in Upper Silesia [1926]) было отмечено, что принцип уважения приобретенных прав является одним из общепризнанных принципов международного права.